# 斯庫納 (密西西比州)
斯庫納（英語：Skuna）是位於美國密西西比州卡爾霍恩縣的非建制地區。

## 地理
斯庫納所處的海拔為高於海平面73米（即239英呎），而該地所採用的時區為UTC-6，即北美中部時區（CST）。同時該地設有夏令時間，為UTC-6調快一小時，即UTC-5（CDT）。